# Henri Paul Jules Tutein Nolthenius

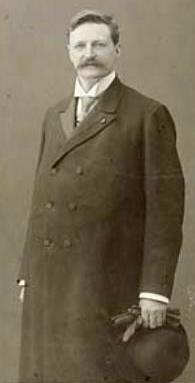
Henri Paul Jules Tutein Nolthenius

Henri Paul Jules Tutein Nolthenius (ur. 9 marca 1861 w Deventer, zm. 8 grudnia 1930 w Epse) – holenderski kaligraf i polityk. W latach 1888–1897 był burmistrzem Vlissingen, a w latach 1897–1910 burmistrzem Apeldoorn.
Jego ojciec, Peter Marius Tutein Nolthenius również pełnił funkcję burmistrza Apeldoorn (w latach 1864–1872).